# Molophilus denticulatus
Molophilus denticulatus är en tvåvingeart som beskrevs av Alexander 1923. Molophilus denticulatus ingår i släktet Molophilus och familjen småharkrankar. Inga underarter finns listade i Catalogue of Life.